# Schizocypris ladigesi
Schizocypris ladigesi är en fiskart som beskrevs av Karaman, 1969. Schizocypris ladigesi ingår i släktet Schizocypris och familjen karpfiskar. Inga underarter finns listade i Catalogue of Life.